# The Face (Mỹ mùa 1)
The Face U.S. 2013 là mùa đầu tiên của chương trình truyền hình thực tế tìm kiếm người mẫu quảng cáo cho các nhãn hàng tại Mỹ, do Siêu mẫu Naomi Campbell sản xuất và là huấn luyện viên của mùa giải đầu tiên, cùng với hai Siêu mẫu Karolína Kurková và Coco Rocha sẽ cùng dẫn dắt các thí sinh. Nigel Barker sẽ có vai trò là người dẫn chương trình. Chương trình sẽ lên sóng vào ngày 12 tháng 2, 2013 trên kênh Oxygen.
Quán quân của mùa giải đầu tiên là Devyn Abdullah, 22 tuổi đến từ The Bronx, thuộc đội Huấn luyện viên Karolína Kurková. Cô giành được: 1 hợp đồng với mỹ phẩm Ulta Beauty.

## Thí sinh
(Tính theo độ tuổi khi còn trong cuộc thi)
| Thí sinh               | Tuổi | Chiều cao               | Quê quán                | Huấn luyện viên | Bị loại | Thứ hạng     |
| ---------------------- | ---- | ----------------------- | ----------------------- | --------------- | ------- | ------------ |
| Aleksandra Dubrovskaya | 23   | 1,77 m (5 ft 9+1⁄2 in)  | Minsk, Belarus          | Naomi           | Tập 2   | 12           |
| Christy Nelson         | 25   | 1,81 m (5 ft 11+1⁄2 in) | Atascadero              | Karolina        | Tập 3   | 11           |
| Marlee Nichols         | 22   | 1,75 m (5 ft 9 in)      | Los Angeles             | Coco            | Tập 4   | 10 (bỏ cuộc) |
| Brittany Mason         | 27   | 1,78 m (5 ft 10 in)     | Anderson                | Coco            | Tập 4   | 9            |
| Madeleine Armstrong    | 24   | 1,75 m (5 ft 9 in)      | Melbourne, Úc           | Karolina        | Tập 5   | 8            |
| Sandra Woodley         | 20   | 1,78 m (5 ft 10 in)     | Philadelphia            | Naomi           | Tập 6   | 7            |
| Stephanie Lalanne      | 22   | 1,78 m (5 ft 10 in)     | San Francisco           | Coco            | Tập 7   | 6-5          |
| Jocelyn Chew           | 20   | 1,75 m (5 ft 9 in)      | Victoria, Canada        | Naomi           | Tập 7   | 6-5          |
| Ebony Smith            | 22   | 1,75 m (5 ft 9 in)      | Indianapolis            | Karolina        | Tập 8   | 4            |
| Margaux Snell          | 22   | 1,70 m (5 ft 7 in)      | Roswell                 | Coco            | Tập 8   | 3-2          |
| Zilin Luo (La Tử Lâm)  | 25   | 1,83 m (6 ft 0 in)      | Chiết Giang, Trung Quốc | Naomi           | Tập 8   | 3-2          |
| Devyn Abdullah         | 22   | 1,80 m (5 ft 11 in)     | The Bronx               | Karolina        | Tập 8   | 1            |

## Danh sách mỗi tập

### Tuần 1: The Fight to Make the Final 12
Ngày phát sóng: 5 tháng 2 năm 2013
Đây là tập casting, bộ 3 Huấn luyện viên là Coco Rocha, Naomi Campbell và Korolina Kurkova sẽ chọn 4 cô gái vào đội mà họ cho rằng cô gái đấy sẽ trở thành "The Face". Nếu muốn lựa chọn thì các Huấn luyện viên sẽ giơ tấm bảng có tên của team mình. Thí sinh không được chọn sẽ bị loại. Cuối cùng, 12 cô gái của mùa giải đầu tiên đã chính thức bước vào ngôi nhà chung.

### Tuần 2: Game on!
Ngày phát sóng: 12 tháng 2 năm 2013
- Đội chiến thắng thử thách: Karolina Kurkova
- Top nguy hiểm: Aleksandra Dubrovskaya & Stephanie Lalanne
- Bị loại: Aleksandra Dubrovskaya
- Nhiếp ảnh gia: Patrick Demarchelier
- Khách mời: Bethann Hardison, Claudine Ingeneri, Stefano Tonchi

### Tuần 3: Model Warfare
Ngày phát sóng: 19 tháng 2 năm 2013
- Đội chiến thắng thử thách: Naomi Campbell
- Top nguy hiểm: Christy Nelson & Stephanie Lalanne
- Bị loại: Christy Nelson
- Nhiếp ảnh gia: Brendan O'Carroll
- Khách mời: Guido Campello

### Tuần 4: Falling From Grace
Ngày phát sóng: 26 tháng 2 năm 2013
- Đội chiến thắng thử thách: Naomi Campbell

## Bảng loại trừ
| Thí sinh              | Tập     | Tập       | Tập       | Tập       | Tập       | Tập       | Tập       | Tập     | Tập       |
| Thí sinh              | 1       | 2         | 3         | 4         | 5         | 6         | 7         | 8       | 8         |
| --------------------- | ------- | --------- | --------- | --------- | --------- | --------- | --------- | ------- | --------- |
| Chiến thắng thử thách |         | Zilin     | Madeleine | Margaux   | Ebony     | Stephanie | Zilin     |         |           |
| Devyn                 | An toàn | Thắng     | An toàn   | An toàn   | An toàn   | Thắng     | Thắng     | An toàn | Quán quân |
| Margaux               | An toàn | An toàn   | An toàn   | An toàn   | An toàn   | Nguy hiểm | Nguy hiểm | An toàn | Á quân    |
| Zilin                 | An toàn | An toàn   | Thắng     | Thắng     | Thắng     | An toàn   | Nguy hiểm | An toàn | Á quân    |
| Ebony                 | An toàn | Thắng     | An toàn   | Nguy hiểm | An toàn   | Thắng     | Thắng     | Loại    |           |
| Stephanie             | Qua     | Nguy hiểm | Nguy hiểm | An toàn   | Nguy hiểm | An toàn   | Loại      |         |           |
| Jocelyn               | An toàn | An toàn   | Thắng     | Thắng     | Thắng     | An toàn   | Loại      |         |           |
| Sandra                | An toàn | An toàn   | Thắng     | Thắng     | Thắng     | Loại      |           |         |           |
| Madeleine             | An toàn | Thắng     | An toàn   | An toàn   | Loại      |           |           |         |           |
| Brittany              | An toàn | An toàn   | An toàn   | Loại      |           |           |           |         |           |
| Marlee                | An toàn | An toàn   | An toàn   | Bỏ cuộc   |           |           |           |         |           |
| Christy               | An toàn | Thắng     | Loại      |           |           |           |           |         |           |
| Aleksandra            | An toàn | Loại      |           |           |           |           |           |         |           |

 Team Coco  

 Team Karolina  

 Team Naomi 
     Thí sinh chiến thắng
     Thí sinh về nhì
     Thí sinh chiến thắng thử thách theo nhóm
     Thí sinh lọt vào top nguy hiểm
     Thí sinh bị loại
     Thí sinh bỏ cuộc

### Thử thách mỗi tập
- Tập 1: Chụp hình với mặt mộc tự nhiên; Quản lý các phụ kiện từ DKNY (casting)
- Tập 2: Chụp hình với tạp chí W trong xưởng tàu
- Tập 3: Quảng cáo đồ nội y Cosabella
- Tập 4: Show thời trang với chiếc váy cưới của Kleinfeld
- Tập 5: Chụp look-book cùng Marshall
- Tập 6: Quảng cáo thương mại cho Opensky.com
- Tập 7: Phỏng vấn trên thảm đỏ từ Wendy Williams
- Tập 8: Chụp hình với vẻ đẹp ULTA Beauty